# أفيري كرافين
أفيري كرافين (بالإنجليزية: Avery Craven)‏ هو مؤرخ أمريكي، ولد في 12 أغسطس 1885 في أكورث في الولايات المتحدة، وتوفي في 21 يناير 1980.